# Montecarotto
Montecarotto är en ort och kommun i provinsen Ancona i regionen Marche i Italien. Kommunen hade 1 913 invånare (2018).